# International Organization for Septuagint and Cognate Studies
LOrganisation internationale d'études des Septante et Cognées (IOSCS) est une association internationale de chercheurs dont le principal axe de recherche est l'étude de la Septante et des textes connexes.

## Recherche
L'IOSCS mène différents projets. Il s'agit notamment de la New English Translation of the Septuagint (NETS), du projet Hexapla et du Commentaire de la Septante de la Société de littérature biblique (SBLCS)
.

## John William Wevers Prize in Septuagint Studies
Depuis 2011, l'IOSCS décerne le prix John William Wevers d'études sur les Septantes pour des réalisations exceptionnelles dans le domaine de la recherche sur les Septantes et dans des domaines connexes.
Les précédents lauréats sont:
- 2018: Daniel Olariu
- 2017: Jelle Verburg
- 2016: Nesina Grütter
- 2015: Christoffer Theis
- 2014: James R. Covington
- 2013: Ben Johnson
- 2012: Not awarded
- 2011: Bradley John Marsh